# Darren Roshier

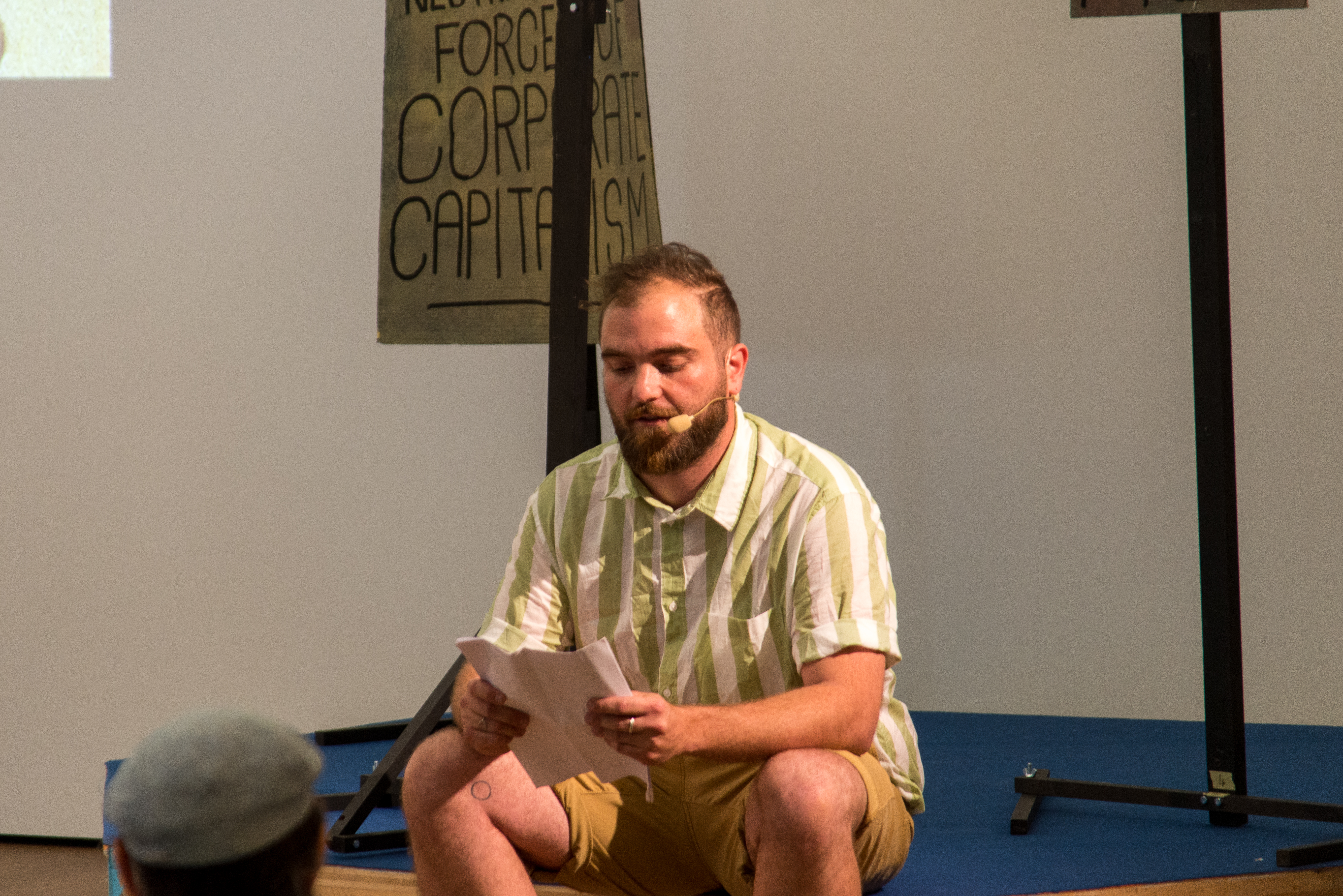
Darren Roshier: How Can This Performance (Really) Defeat Capitalism? Museum Tinguely, 2022

Darren Roshier (* 1990 in Vevey) ist ein Schweizer Performancekünstler.

## Leben und Werk
Roshier studierte von 2009 bis 2012 an der École cantonale d’art du Valais (ECAV), heute École de design et haute école d’art du Valais, wo er mit einem Master abschloss. Dabei stellte er den Wert des Studiums in Frage und auch, ob er selbst nun ein Künstler sei. Inzwischen hat er sich an mehreren Ausstellungen in der Schweiz und anderen Ländern beteiligt. Darren Roshier hinterfragt bestehende Dualitäten: Scheitern und Erfolg, Sprache und Form, Authentizität und Kopie usw. Er testet spielerisch unklare Positionen durch das Aufzeigen ihrer Beziehungen und Rahmen.
2011 kandidierte er erfolgreich für den Stadtrat von Vevey und war im Kulturausschuss tätig. Darüber hinaus ist er kuratierend tätig. 2014 gewann er den Eidgenössischen Preis für freie Kunst.

## Performance
- 2016: Performance im Rathaus, Nyon
- 2016: Solicitation à laassemblede generale, far° Festival, Nyon[2]
- 2019: Darren Roshier, Is being a YouTuber a performance ? ; Performance and YouTube video, 17’, Bone Festival, Schlachthaus Theater, Bern[3]
- 2019: Lecture Performance, Perf en bref, far° Festival, Nyon
- 2020: Performance, Partout Festival, Kaserne Basel, Arsenic, Lausanne[4]
- 2022: How Can This Performance (Really) Defeat Capitalism?, Bang Bang – Translokale Perfromance Geschichten, Museum Tinguely, Basel[5]

## Einzelausstellungen
- 2012 Darren Roshier, sera-t-il artiste, Ex-EPA, Vevey
- 2013 Prétextes de vernissages, Yet Projects, Genf
- 2013 Darren Roshier essaie de (re)présenter ses trois maanden van, Sint Lucas Showroom, Antwerpen